# Отто Шебель
Отто Шебель (нім. Otto Schöbel; 22 серпня 1894, Відень — 24 вересня 1979, Відень) — австро-угорський, австрійський і німецький офіцер, генерал-майор люфтваффе (1 жовтня 1941). Кавалер Німецького хреста в сріблі.

## Біографія
1 серпня 1914 року вступив в австро-угорську армію. Учасник Першої світової війни, після завершення якої продовжив службу в австрійській армії. З 1 липня 1937 року — начальник штабу командування ВПС. Після аншлюсу 15 березня 1938 року автоматично перейшов в люфтваффе. З 1 липня 1938 року — начальник штабу командування 11-ї авіаційної області. З 10 жовтня 1939 року — консультант генерал-квартирмейстера ОКЛ. З 1 лютого 1940 року — начальник штабу командування 17-ї авіаційної області. З 20 травня 1940 року — головний квартирмейстер 1-го повітряного флоту, одночасно з 5 жовтня 1940 року — начальник штабу флоту. З 17 січня 1941 року —  начальник штабу командування авіаційної області «Нідерланди». 24 червня 1943 року відправлений в резерв ОКЛ і відряджений в Імперський військовий суд, з 1 липня — суддя. 14 серпня 1944 року знову відправлений в резерв ОКЛ. З 14 жовтня 1944 року — начальник авіаційного командного відділу Відня, з 27 січня 1945 року — Лігніца. 6 лютого потрапив в автокатастрофу і був госпіталізований. 18 квітня взятий в полон радянськими військами. 6 листопада 1950 року звільнений. 

## Звання
- Лейтенант (1 серпня 1914)
- Оберлейтенант (1 травня 1915)
- Гауптман (1 січня 1921)
- Майор (25 вересня 1928)
- Оберстлейтенант (10 червня 1933)
- Оберст (19 грудня 1936)
- Оберстлейтенант (15 березня 1938)
- Оберст (1 січня 1939)
- Генерал-майор (1 жовтня 1941)

## Нагороди
- Медаль «За військові заслуги» (Австро-Угорщина)
  - бронзова
  - 2 срібні
- Військовий Хрест Карла
- Загальний хрест «За відвагу» (Каринтія)
- Пам'ятна військова медаль (Австрія) з мечами
- Хрест «За вислугу років» (Австрія) 2-го класу для офіцерів (25 років)
- Орден Заслуг (Австрія), лицарський хрест
- Хрест «За військові заслуги» (Австрія) 3-го класу (12 лютого 1938)
- Пам'ятна військова медаль (Угорщина) з мечами
- Орден Корони Італії, командорський хрест
- Почесний хрест ветерана війни з мечами
- Медаль «За вислугу років у Вермахті» 4-го, 3-го, 2-го і 1-го класу (25 років)